# Фуџејра
Фуџејра (арап. الفجيرة) је један од седам емирата који се налазе у саставу Уједињених Арапских Емирата и једини који излази на Омански залив. Емиратом од 1974. управља шеик Хамад ибн Мохамед Шарки. 
Фуџејра је са површином од 1.165 km² (1,5% површине Емирата) пети по величини емират УАЕ. Има око 130.000 становника. Главни град овог емирата је истоимени Фуџејра у ком живи око 50.000 људи. 
Фуџејра је једини претежно планински емират (за разлику од других који су претежно пустињски). Просечна летња температура је 30-40 °C, а зимска 25-30 °C. Кишна сезона је током зиме. 
Фуџејра је најмлађи емират у стставу УАЕ, придружио се Емиратима 1971. У овом емирату се налази најстарија џамија у УАЕ, саграђена 1446.
Економије се ослања на нафту и туризам. У Фуџејри се налази и теретни аеродром.